# 长莎错
长莎错是一个位于中国四川省妒霍县的湖泊，面积约为1.09平方千米，蓄水量约为3150万立方米。